# زمرد
| زمرد       | زمرد                   |
| کلیات      | کلیات                  |
| ---------- | ---------------------- |
| رده        | کانی سیلیکاتی          |
| فرمول      | Be۳Al۲(SiO۳)۶::Cr      |
| ویژگی‌ها    |                        |
| رنگ        | سبز و آبی و گاهی صورتی |
| حالت بلوری | بلورهای شش‌وجهی         |
| ساختار     | شش‌ ضلعی                |
| عنصر       | Al, Be, O, Si          |
| چگالی      | -                      |
| دوشکستگی   | ۰٫۰۰۶                  |

زُمُرُّد (به یونانی: σμάραγδος)(به انگلیسی: Emerald) گونه‌ای بریل و از سنگ‌های گران‌بها است.
این سنگ که از سیلیکات آلومینیوم و بریلیوم تشکیل شده در سنگ‌های پگماتیت یافت می‌شود.
واژهٔ زمرد عربی‌شدهٔ «اسماراگدوس» یونانی است. که خود گویا از واژه‌ای سانسکریت به معنی سبز گرفته شده.
نام اصلی فارسی آن دوال یا دوبال است.
از نظر ترکیب شیمیایی و کانی‌شناسی، زمرد با فرمول Be3Al2(SiO3)6 از بریلیوم، آلومینیوم و سیلیکات تشکیل شده‌است که به همراه آکوامارین آبی، مورگانیت صورتی، هلیودور طلایی و بریل با رنگ پریده سبز به خانواده بریل تعلق دارد. بریل خالص بی‌رنگ است. اضافه شدن مقادیر ناچیزی کروم و وانادیوم، رنگ سبز زیبای زمرد را پدیدمی‌آورد.

زمرد به معنای سبز می‌باشد.
سختی زمرد ۸–۷٫۵ می‌باشد.
زمرد گونه‌ای بریل و دارای چمک بلورین و بسیار زیباست و به رنگ‌های سبز، سبز مایل به سیاه، سبز مایل به سفید، سبز مایل به زرد نیز یافت می‌شود.
زیبایی رنگ زمرد مربوط به کروم و وانادیوم درون آن است.
زمرد معمولاً دارای ناخالصی می‌باشد که برای تشخیص زمرد طبیعی از مصنوعی بسیار مفید است.

## انواع زمرد و منابع آن
شاخص زمردها کلمبیایی هستند که مشهورترین زمردها به این کشور تعلق دارند. کشور کلمبیا در آمریکای جنوبی، در صدر کشورهای تولیدکننده زمرد جهان قرار دارد. حدود ۱۵۰ ذخیره زمرد در این کشور شناخته شده که مهم‌ترین و مشهورترین این ذخایر، معادن موزو و شیوور هستند که در زمان‌های گذشته توسط تمدن اینکاها، معدن‌کاری و استخراج می‌شده‌اند. از نظر اقتصادی مهم‌ترین معدن کلمبیا، معدن کاسکیوز (Coscuez) است که به صورت تقریبی حدود سه چهارم زمرد تولیدی کلمبیا از این معدن استخراج می‌شود.
زمردهای کلمبیایی از زمردهای دیگر کشورها کاملاً متمایز هستند و به جرئت می‌توان گفت که مرغوب‌ترین و خوشرنگ‌ترین زمردها، به کلمبیا تعلق دارد. علاوه بر این، گاهی از معادن این کشور، زمردهای بسیار نادری استحصال می‌شود، تحت نام زمردهای تریپیک (trapiche) که از مرکز آن‌ها ۶ پرتو ساطع می‌شود. با این که بی‌شک خاستگاه بهترین زمردها، کشور کلمبیاست، اما مکان پیدایش یک سنگ هرگز به عنوان ضمانت برای کیفیت آن در نظر گرفته نمی‌شود. کمااینکه زمردهای مرغوب دیگری نیز در کشورهای زامبیا، برزیل، زیمبابوه، ماداگاسکار، پاکستان، هندوستان، افغانستان و روسیه یافت می‌شوند. کشورهای زامبیا، برزیل و زیمبابوه از شهرت بالایی در تجارت بین‌المللی زمردهای مرغوب برخوردارند. رنگ این زمردها تیره‌تر از انواع کلمبیایی بوده، ته‌رنگ آبی دارند. زمردهای مرغوب در اندازه‌های کوچک با رنگهای بسیار زنده و ته رنگ زرد از معدن مشهوری در زیمبابوه با نام سانداوانا استخراج می‌شوند.
همچنین کشور برزیل که در همسایگی کلمبیا قرار دارد، زمردهایی با رنگ سبز بسیار زیبا از معدن نوا ارا (Nova Era) استخراج می‌کند، در این کشور زمردهای بسیار کمیاب چشم گربه‌ای و ستاره‌ای با ۶ پرتو استخراج می‌شود. امروزه به برکت زمردهای یافت شده در کشورهای آفریقایی و برزیل، میزان زمرد در بازار افزایش یافته که موجب خرسندی دوستداران این گوهر شده است.

## تراش زمرد
در حالی که سختی بالای زمرد (۸–۷٫۵) تا حدود زیادی مانع خراش دیدن این گوهر باارزش می‌شود، قابلیت شکنندگی آن بخاطر شکاف‌های موجود، تراش دیدن، سوارکردن و پاک کردن آن را نسبتاً مشکل کرده است. حتی برای یک تراش دهنده خبره، تراش زمرد کار دشواری به حساب می‌آید. نخست به خاطر قیمت بالای کریستال‌های خام و دوم به دلیل وجود ادخالها. حتی با وجود این موانع هم، از عشق و علاقه تراش دهندگان به آن ذره‌ای کاسته نشده و همواره تراش خاصی را برای این گوهر بکار می‌برند. 
تراش زمردی یا تراش چهارگوش، که در اصل یکی از طرحهای تراش پلکانی است که در این آن، گوشه‌های زمرد به صفحاتی مزین می‌شود که علاوه بر تشدید زیبایی آن، مقاومت آن را در برابر فشارهای مکانیکی و عوامل فیزیکی افزایش می‌دهد.
زمردها به روش‌های دیگری نیز تراش داده می‌شوند؛ به عنوان مثال اگر که کریستال‌های خام حاوی ادخال و ناپاکی‌های فراوانی باشد، تراش دامله را برای آن در نظر می‌گیرند (تراشی است به صورت نیمکره که با قاعده‌های دایره یا بیضی انجام می‌شود و بیشترین کاربرد را جهت انگشتری دارد).

## زمرد در تاریخ

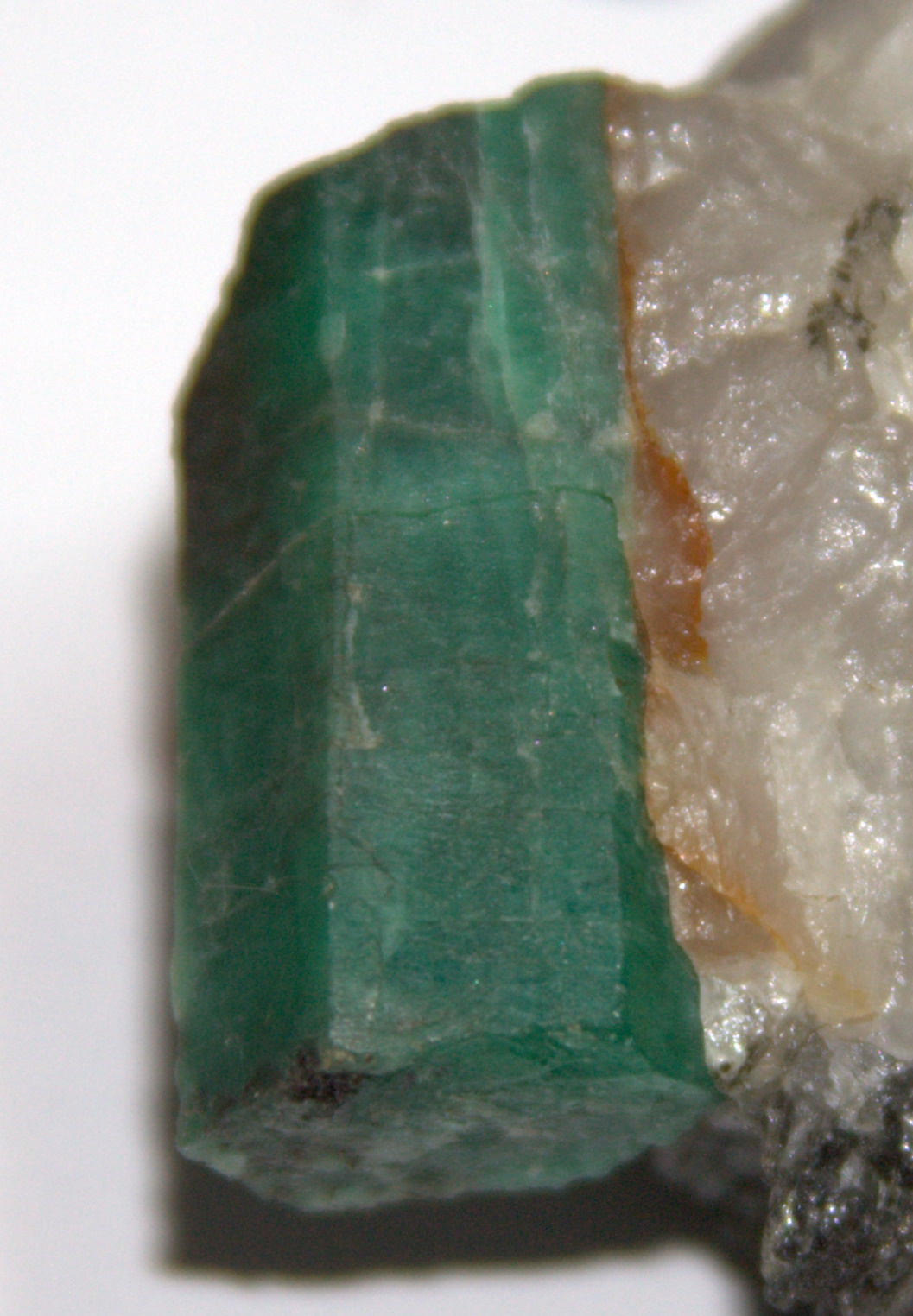
نمونه ای از زمرد

باستانیان عقیده داشتند این گوهر برای صاحب خود پاکدامنی و نجابت به ارمغان آورده، او را از ارواح شیطانی مصون می‌دارد. در یونان باستان، زمرد بسیار مورد احترام بود، ولی در روم کمتر مورد توجه قرار می‌گرفت و به ندرت کاربرد پیدا می‌کرد. در تورات زمرد یکی از سنگ‌های زیربنای شهر بیت‌المقدس معرفی شده، بدین جهت نزد قوم بنی اسرائیل ارج و قرب خاصی دارد. باید توجه داشت که در گذشته‌های دور، گوهرهای اصل بیش از آنکه به عنوان زیور استعمال شوند، جنبه دارویی داشتند و پزشکان، خوردن یا تنقیه پودر و جوشانده آن‌ها را تجویز می‌کردند.
هم چنین سلاطین ترک نیز از عاشقان زمرد به شمار می آمده اند. 
به ویژه برای زمرد خاصیت دارویی و شفابخشی بیش از گوهرهای دیگر قایل بودند .مثلاً جوشانده زمرد را برای علاج سرطان یا برای علاج صرع و همچنین درمان اسهال خونی تجویز می‌کردند. پزشکان یونانی دود زمرد پودر شده و سوزانده را به باور خود برای درمان مارگزیدگی، سرماخوردگی و تنگی نفس استفاده می‌کردند. پیش از آن که عینک و ذره بین ساخت شود به منظور مطالعه و رویت اشیای ریز ،از یک زمرد تراش خورده استفاده می‌کردند و به آن سنگ مطالعه می‌گفتند. در برخی فرهنگ‌ها زمرد هدیه مرسوم پنجاه و پنجمین سالگرد ازدواج به‌شمار می‌رود. همچنین در برخی دیگر از فرهنگ‌های بشری زمرد به عنوان گوهر بیست و سی و پنجمین سالگرد ازدواج استفاده می‌شود. زمرد سنگ زادگان ماه مه (۱۱ اردیبهشت تا ۱۰ خرداد) در نظر گرفته می‌شود.

## نگارخانه

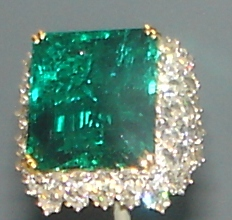
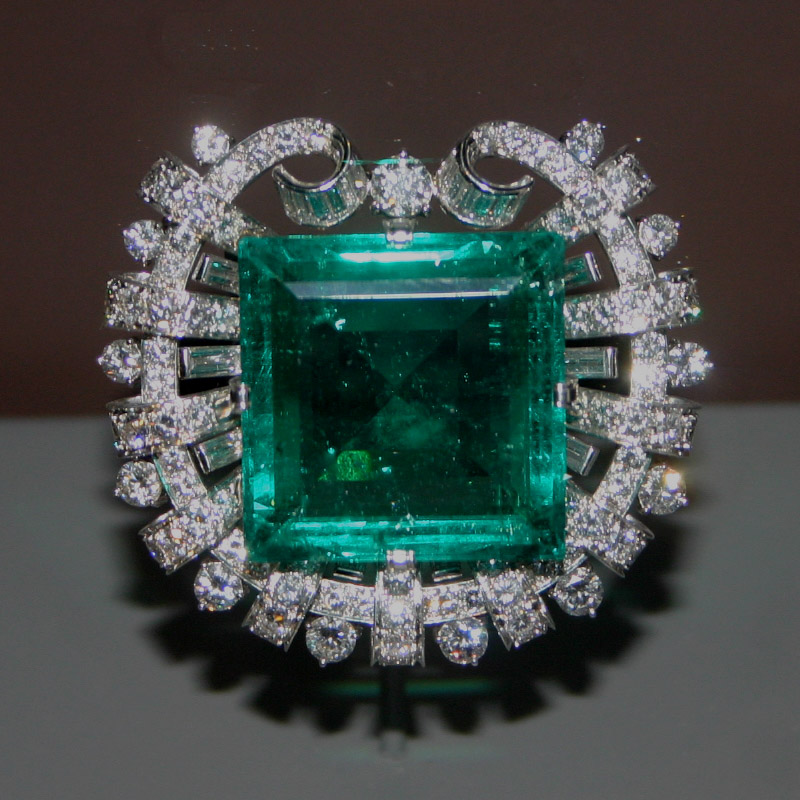
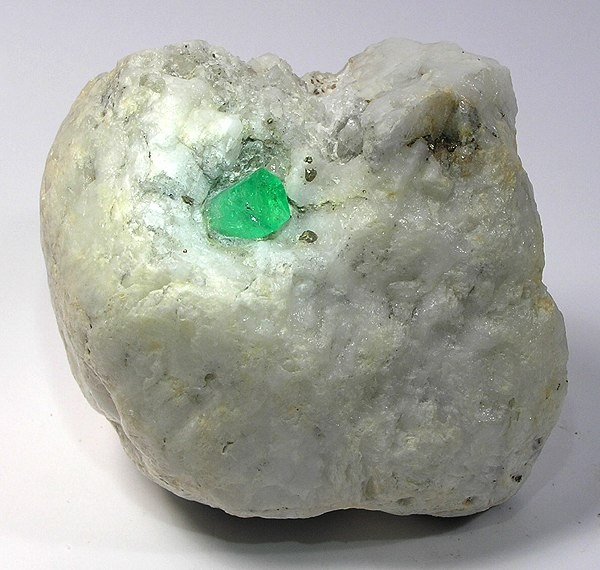
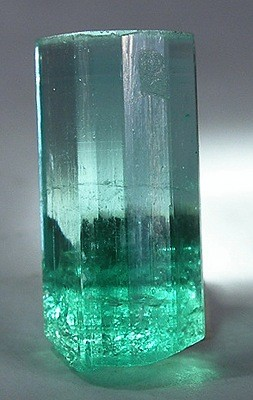